# Juan Aparicio López
Juan Aparicio López (Guadix, Granada, 29 de julio de 1906-Madrid, 17 de abril de 1987) fue un periodista y político español, delegado nacional y director general de Prensa durante la dictadura franquista. Ejerció como responsable de la censura del régimen un férreo control sobre la prensa. De orígenes jonsistas, abrazó una visión radicalmente fascista de la España de Franco.

## Biografía

### Años de formación y militancia
Fue el mayor de siete hermanos. La muerte de su padre en 1921, cuando tenía catorce años, le obligó a afrontar tempranas responsabilidades en una familia donde no abundaban los recursos económicos. Cursa el bachillerato en el Instituto de Almería. En 1922 inicia sus estudios de Derecho en la Universidad de Granada, donde tendrá como profesor al catedrático socialista Fernando de los Ríos. Da muestras precoces de su vocación periodística. En 1925 figura como representante desde Guadix en la revista El Estudiante. Semanario de la juventud española, editada en su segunda época en Madrid, bajo la dirección de Rafael Giménez Siles.
En 1928 se traslada a vivir a Madrid. Entra en contacto con Ernesto Giménez Caballero y su revista, La Gaceta Literaria, a la que ya había enviado crónicas desde su Guadix natal. Próximo políticamente al comunismo, a partir de 1930 evoluciona hacia la ideología fascista. Admirador de Unamuno y de Baroja, siempre mantendrá una actitud reticente frente al magisterio de Ortega y Gasset, a diferencia de la mayoría de los intelectuales de su entorno ideológico.
A principios de 1931 figura junto a Ramiro Ledesma Ramos —de quien se convierte en su más fiel colaborador— en la aparición del manifiesto «La Conquista del Estado», así como en la fundación del semanario y grupo político de La Conquista del Estado, donde actúa como secretario. Es uno de los fundadores de las Juntas de Ofensiva Nacional Sindicalista en octubre de 1931. En su condición de jonsista, se implica también en la iniciativa del semanario El Fascio, asistiendo a las reuniones preparatorias y en cuyo único número —publicado el 16 de marzo de 1933 y recogido por orden gubernamental— aparecen dos textos suyos: «1915-1931. La camisa negra» (con su firma); y «El emblema de las Jons» (firmado J. A.). En esta época también colaboró con el semanario jonsista Igualdad, editado en Valladolid.
Se le atribuye un papel relevante en la creación de elementos emblemáticos y consignas del movimiento fascista español. «Aparicio acuñó el símbolo del Yugo y las Flechas por sugestión involuntaria de Fernando de los Ríos, y también los slogans de la triple invocación de España, "una, grande y libre", y el de "por la Patria, el pan y la justicia"».
Cuando las JONS convergen con Falange Española y se unifican, en 1934, es designado por la Junta de Mando miembro del I Consejo Nacional de Falange Española de las JONS. Por entonces, además de colaborar en la prensa del partido (la revista J.O.N.S., de la que fue secretario de redacción, y el semanario F.E.) se va abriendo un hueco en la prensa nacional, con su colaboración en los diarios El Sol e Informaciones.
A raíz de la escisión encabezada por Ramiro Ledesma Ramos en enero de 1935, se aparta de Falange y se vincula a dos empresas de la Editorial Católica: como profesor de la escuela de periodismo de El Debate y como editorialista del diario vespertino Ya.

### Guerra Civil
Se casa en junio de 1936 y al estallar la guerra civil se incorpora a la zona nacionalista, estableciéndose en Ávila. Allí lo encuentra Ernesto Giménez Caballero y lo lleva a Salamanca, donde está radicado el Cuartel General de Franco, para integrarlo en el rudimentario aparato de Prensa y Propaganda que está organizando a las órdenes del general Millán Astray. En la capital del Tormes Aparicio dirige el diario La Gaceta Regional, sin mostrar —según Ridruejo— demasiado interés en reintegrarse a la militancia falangista.

### Franquismo
Desde 1939 fue una figura clave en la reorganización de la prensa del régimen franquista, en el que ostentó relevantes cargos políticos. El 16 de octubre de 1941 es nombrado Delegado Nacional de Prensa, cargo en que permanece hasta 1945, dentro de la Vicesecretaría de Educación Popular y funda en Madrid la Escuela Oficial de Periodismo. «Entonces —recordaría años después Ridruejo— cultivaba su parecido con el Napoleón grueso de la época imperial. Tenía una memoria que era como un gran archivo. Escribía con un enrevesamiento muy personal y seguía en las trece de una de sus "consignas" del tiempo de las J.O.N.S.: "Actuales frente a los intelectuales", consigna que nunca he llegado a entender».
Amigo personal del agregado de prensa y hombre fuerte de la propaganda nazi en España Hans Lazar, ha sido señalado por Manuel Ros Agudo como una de las «criaturas de Lazar». Lazar, que dispuso de una extensa red de colaboradores, llegaría a controlar a una gran parte de la prensa española durante la Segunda Guerra Mundial.
Desde su puesto oficial impuso rígidas e implacables normas ideológicas y de censura a la prensa, pero también actuó en ocasiones como valedor de escritores y periodistas republicanos depurados y talentos en ciernes no siempre alineados con la cultura oficial. Dionisio Ridruejo, que tuvo más de un choque político con él, lo reconoció explícitamente en sus memorias: «Aunque ciertas actitudes de Aparicio me irritaban mucho, no puedo ignorar [...] que en su primera etapa como director general (por los años 40), si bien liberaba algunos de sus prejuicios y resentimientos, había favorecido también a muchas personas desvalidas, había abierto cauces de promoción a muchos jóvenes y había mantenido publicaciones de una cierta amplitud [...] gracias a las cuales, y a costa de una cierta confusión, no se rompió del todo el hilo de la tradición literaria española y algunos valores que eran ciertos pudieron ver la luz». En este sentido merecen destacarse por su interés literario y cultural las revistas que él impulsó: El Español, Fantasía, Así es, Fénix y La Estafeta Literaria.
Fue, asimismo, procurador por su condición de consejero nacional durante la I Legislatura de las Cortes franquistas (1943-1946). Volvería a serlo, ininterrumpidamente, en las sucesivas legislaturas desde 1949 a 1967, en representación de la Organización Sindical y por designación del Jefe del Estado.
En 1946 es nombrado director del diario Pueblo, cargo en el que permanece hasta 1951. A partir de este último año, con la creación del Ministerio de Información y Turismo, vuelve a desempeñar la Delegación Nacional de Prensa, hasta el relevo gubernamental de 1957.
En 1955 funda del Certamen Nacional de Habaneras de Torrevieja (actualmente Certamen Internacional de Habaneras y Polifonía de Torrevieja), declarado de Interés Turístico Internacional.
En 1957 es nombrado consejero de información de la Embajada de España en el Quirinal. Un año después asume la dirección de la Mutualidad de Periodistas por un espacio breve de tiempo, para acabar su vida laboral activa como profesor en la Escuela Oficial de Periodismo.
A finales de la década de 1960 colaboró con el diario SP, publicación de línea falangista dirigida por Rodrigo Royo.

### Años finales
En los últimos años del franquismo y durante la transición al régimen democrático siguió publicando con asiduidad en la prensa española, haciendo gala de una memoria prodigiosa y su peculiar «estilo barroco y hasta laberíntico, aunque excepcionalmente dotado para la adjetivación expresiva». Fue frecuente su colaboración en órganos como La Vanguardia, de Barcelona, y en el diario madrileño El Alcázar, donde inició —a finales de los años setenta— una serie de artículos memorialísticos que no llegó a recoger en libro.
El 29 de mayo de 1986, con el pretexto de su cercano octogésimo aniversario, sus compañeros de la profesión periodística —muchos de ellos antiguos alumnos de la Escuela Oficial de Periodismo que él fundara— le ofrecieron un homenaje, al que asistieron más de ciento treinta comensales.
La muerte le sorprendió en Madrid, en su casa de la calle de Alberto Aguilera, a la edad de ochenta años.

## Obras publicadas
- JONS. Antología y prólogo de Juan Aparicio, Barcelona, Editora Nacional, 1939.
- La Conquista del Estado. Antología y prólogo de Juan Aparicio, Barcelona, Ediciones FE, 1939.
- Historia de un perro hinchado, Madrid, Afrodisio Aguado, s. f. (ca. 1940)
- Españoles con clave, Barcelona, Luis de Caralt, 1945.
- Aniversario de La Conquista del Estado, Madrid, Publicaciones Españolas, 1951.

## Distinciones
- Encomienda con Placa de la Orden de Cisneros (1944)[24]
- Gran Cruz de la Orden del Mérito Civil (1952)[25]